# Castello d'Argile

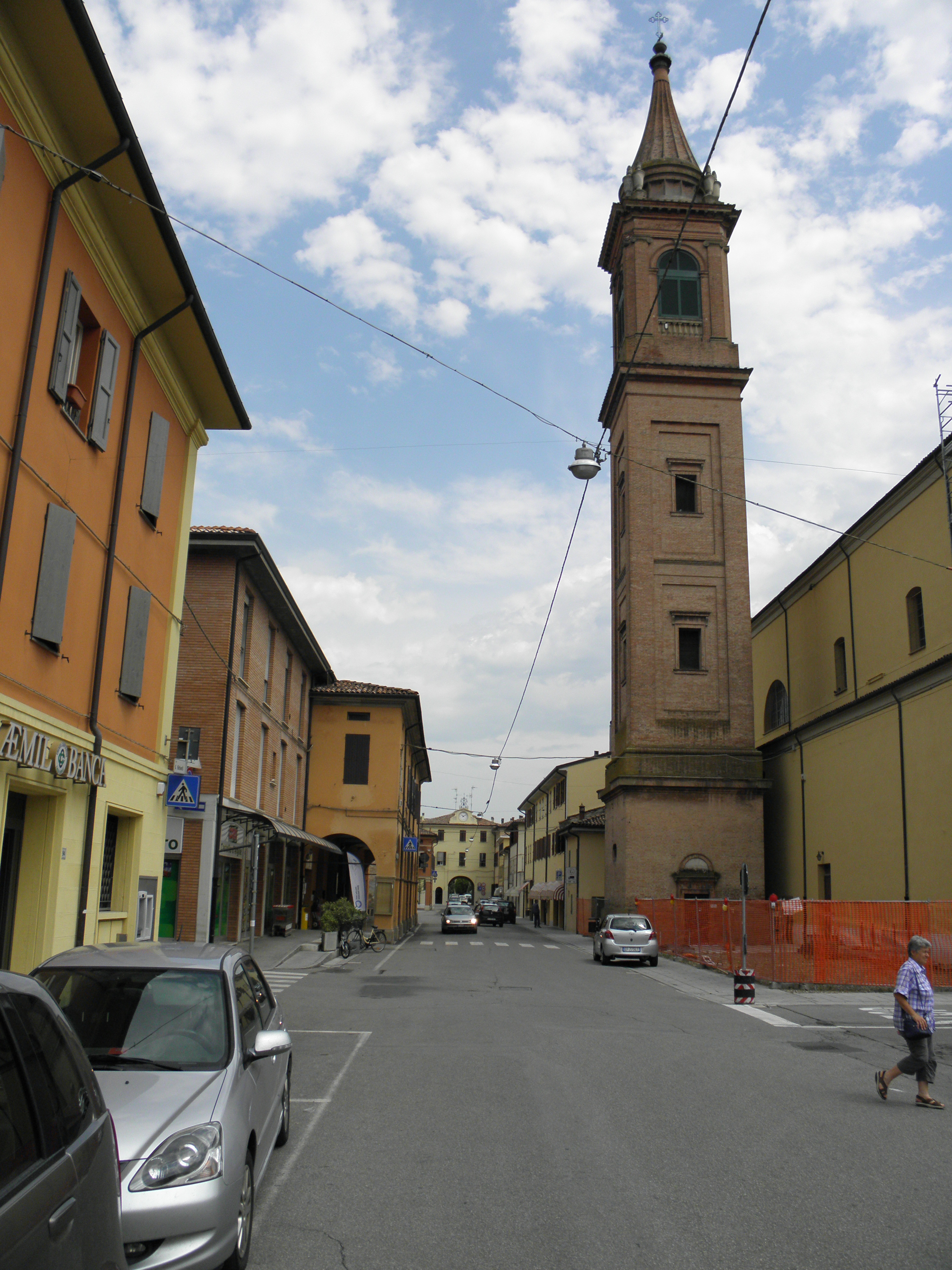

Castello d'Argile est une commune italienne de la ville métropolitaine de Bologne, dans la région Émilie-Romagne.

## Administration
| Période                                  | Période | Identité | Étiquette | Qualité |
| ---------------------------------------- | ------- | -------- | --------- | ------- |
|                                          |         |          |           |         |
| Les données manquantes sont à compléter. |         |          |           |         |

### Communes limitrophes
Argelato, Cento, Pieve di Cento, Sala Bolognese, San Giorgio di Piano, San Giovanni in Persiceto, San Pietro in Casale